# Conure nanday
Aratinga nenday
Espèce
Statut de conservation UICN

 LC  : Préoccupation mineure
Statut CITES
La Conure nanday (Aratinga nenday, anciennement Nandayus nenday), appelée communément ñanday en Argentine, est une espèce d'oiseaux de plus ou moins 25 à 30 cm, de la famille des psittacidés.

## Habitats et répartition
Cet oiseau vit au Brésil, au Paraguay dans le sud-est de la Bolivie ainsi que dans le nord et le nord-est de l'Argentine.
Il est typique du Pantanal et des régions humides apparentées.
Il peuple désormais la Floride.

## Description

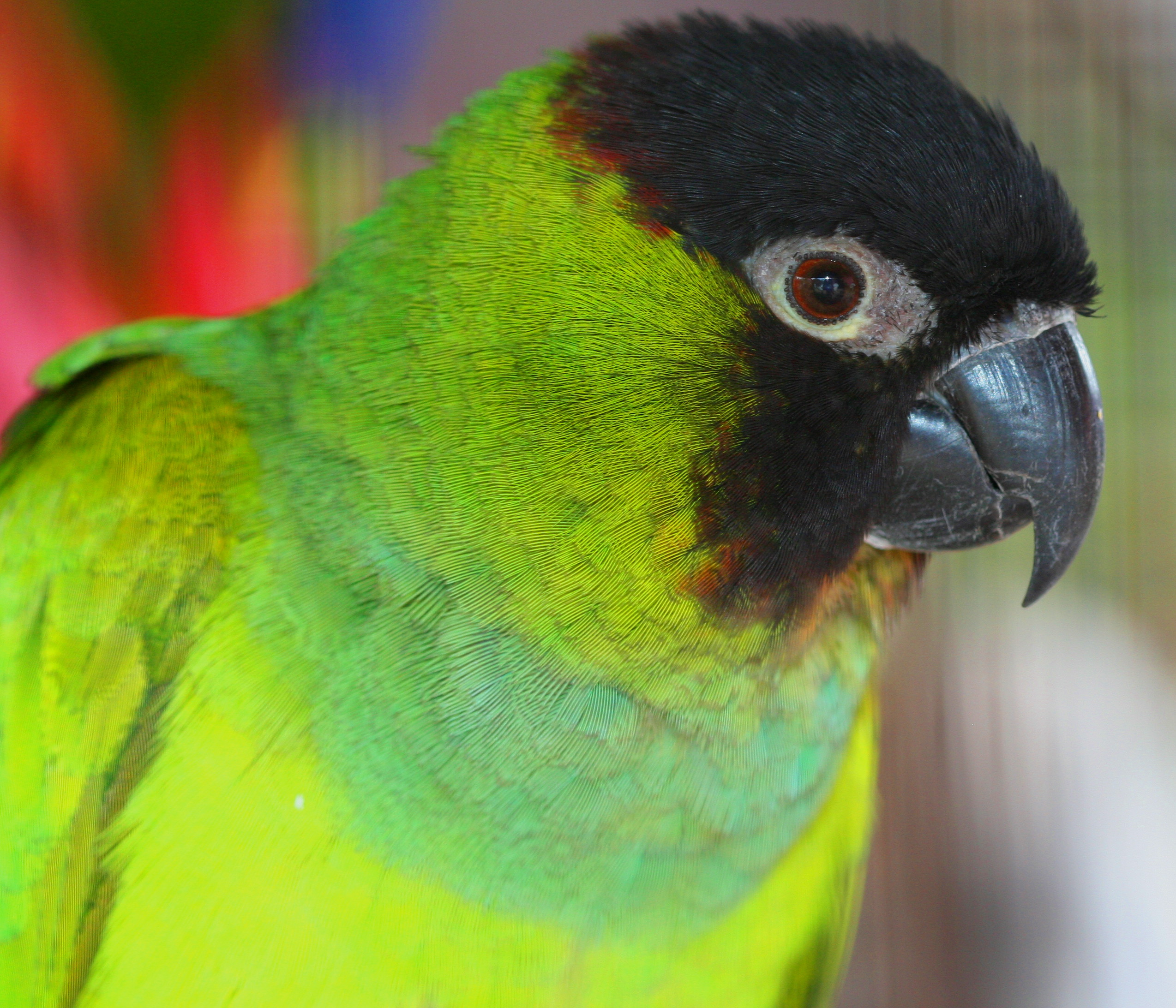

Cet oiseau mesure environ 30 cm de longueur pour une envergure de 58 cm et une masse de 128 g.
Il est de couleur vert clair avec une tache blanche sur la poitrine, une tête noire et des rémiges noirâtres.
Son bec noirâtre puissant lui permet de creuser des cavités profondes dans certains arbres dont le palmier arancay.

## Taxinomie
Suivant une étude phylogénique de Remsen et al. (2013), le genre Aratinga est entièrement redéfini pour être monophylétique. Le Congrès ornithologique international répercute ces changements dans sa classification de référence version 3.5 (2013), et l'espèce est déplacée du genre Nandayus vers Aratinga.

## Animal de compagnie

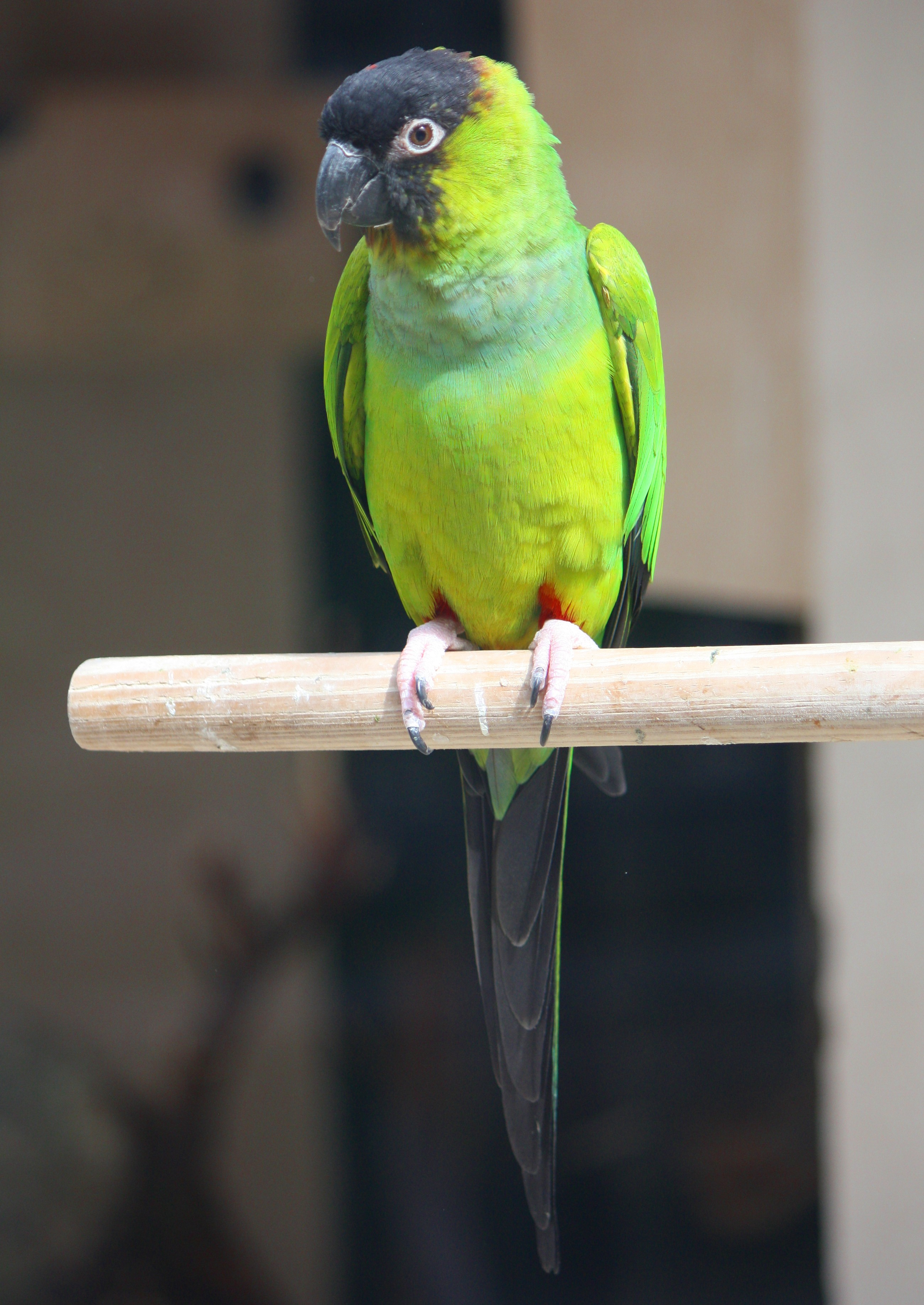
Animal captif

Cet oiseau est communément « élevé à la main » et vendu comme animal de compagnie en oisellerie. Il est néanmoins important de connaître les caractéristiques bien spécifiques de ce type d'animal avant d'en faire l'acquisition. Comme beaucoup d'autres conures ou perroquets, cet oiseau est bruyant. Il n'est pas rare que les propriétaires doivent se débarrasser à contre cœur de leur compagnon à la suite d'une plainte émanant de leurs voisins.[réf. nécessaire]